# Synthon
Un synthon est une « molécule fictive » dont la représentation symbolise la réactivité. Ce concept est utilisé dans la planification de rétrosynthèses de composés organiques complexes. Ils sont dérivés d'une décomposition en fragments simples de la molécule que l'on cherche à assembler.
Plus récemment et par extension, on désigne fréquemment par le terme synthon des éléments ou briques de base utilisés en synthèse organique. 
Le mot est notamment souvent employé pour désigner les monomères protégés utilisés dans les méthodes automatisées de synthèse de polymères : synthèse peptidique ou synthèse d'oligonucléotides. Dans cette acception du terme, synthon désigne alors une molécule réelle et plus seulement conceptuelle.

## Histoire
Ce terme semble avoir été créé en 1968 par le chimiste américain d'origine libanaise Elias James Corey (prix Nobel de chimie en 1990 « pour son développement de la théorie et de la méthodologie de la synthèse organique »).

## Exemple
Ainsi, le synthon R+ peut réagir avec le synthon R'- pour former la molécule R-R'.
Les synthons n'existent pas, et il faut leur trouver des équivalents synthétiques, c'est-à-dire de vraies molécules ayant la même réactivité que le synthon. Ainsi R-Br a la même réactivité que le synthon R+ et R'-MgBr la même réactivité que R'-.
On a donc la possibilité de fabriquer R-R' selon :
R-Br + R'-MgBr = R-R' + MgBr2